# Protocol de Kyoto

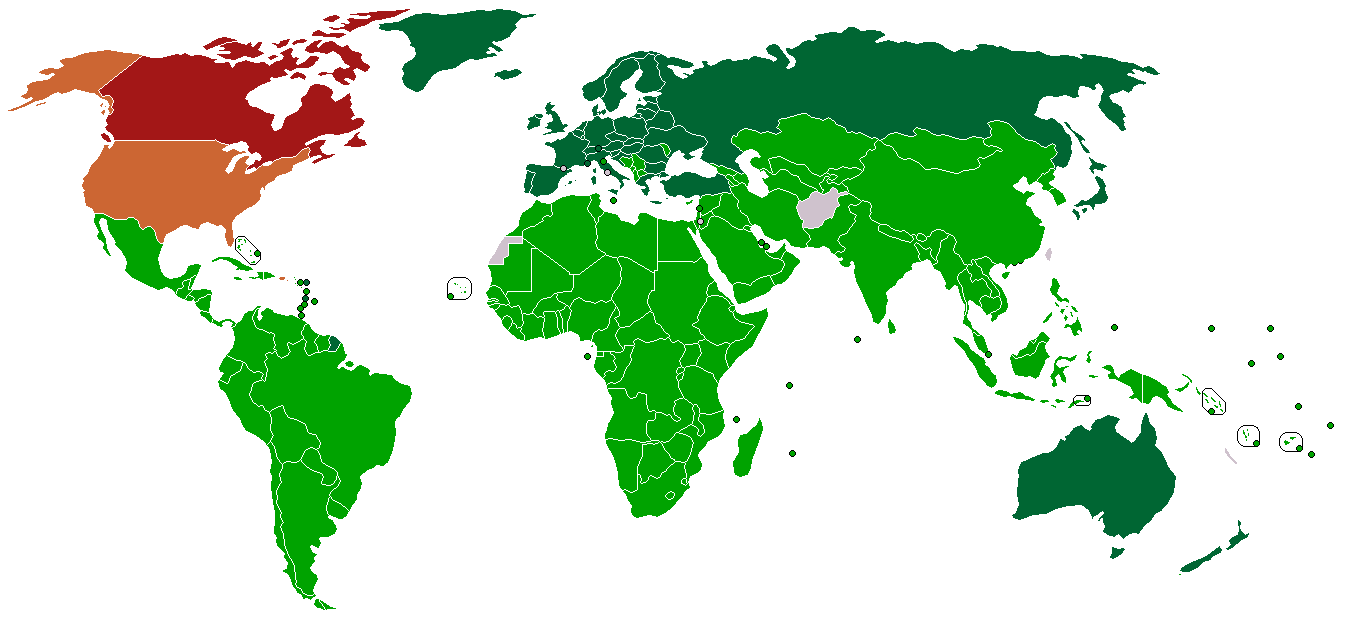
Posició dels diversos països el 2011 respecte del Protocol de Kyoto.
Firmat i ratificat (Annex I i II).
Firmat i ratificat.
Firmat però amb ratificació rebutjada.
Va abandonar-lo.
No posicionat.

El Protocol de Kyoto és un conveni internacional per la prevenció del canvi climàtic i va ser el primer tractat internacional de reducció d'emissions de gasos amb efecte d'hivernacle. Auspiciat per l'ONU dins de la Convenció Marc de les Nacions Unides sobre el Canvi Climàtic (CMNUCC) i signat el 2002 per la Unió Europea, té com a objectiu que els països industrialitzats redueixin les seves emissions un 5.2% per sota del volum del 1990, ja que els que estan en vies de desenvolupament no tenen cap restricció, com és el cas de la Xina, l'Índia, o el Brasil, situats entre els més contaminants. El seu nom formal en anglès es Kyoto Protocol To the United Nations Framework Convention on Climate Change.
L'11 de desembre de 1997, després de dos anys i mig de negociacions, es va celebrar a Kyoto (Japó) la tercera Cimera del Clima. L'objectiu de la Cimera de Kyoto era establir un protocol vinculant de reducció de les emissions, i que els països industrialitzats es comprometeren a executar un conjunt de mesures per reduir els gasos amb efecte d'hivernacle. Els governs signataris pactaren reduir en un 5,2% de mitjana de les emissions contaminants entre 2008 i el 2012, prenent com a referència els nivells del 1990. L'acord va entrar en vigor el 16 de febrer de 2005 després de la ratificació per part de Rússia el 18 de novembre del 2004, i un total de 184 països el van ratificar.
L'objectiu principal és lluitar contra els efectes del canvi climàtic. Segons les xifres de l'ONU, es preveu que la temperatura mitjana de la superfície del planeta augmenti entre 1,4 i 5,8 °C d'aquí al 2100, encara que els hiverns siguin més freds i violents. Això es coneix com a escalfament global. "Aquests canvis repercutiran greument en l'ecosistema i en les nostres economies", senyala la Comissió Europea sobre Kyoto.
El compromís serà d'obligatori compliment quan ho ratifiquin els països industrialitzats responsables d'almenys, un 55% de les emissions de CO₂. Amb la ratificació de Rússia el novembre del 2004, després d'aconseguir que la UE pagui la reconversió industrial russa, així com la modernització de les seves instal·lacions, en especial les petrolieres, el protocol va entrar en vigor.
Per la seva banda, el govern dels Estats Units d'Amèrica (tant amb Bill Clinton, com George Bush, com amb Barack Obama i Donald Trump), es neguen a ratificar el Protocol perquè li afectaria a la seva economia.

## Acords
Els acords que es van dur a terme en el protocol de Kyoto el 1997 van ser:
1. 38 països industrialitzats es comprometen a reduir les emissions de gasos hivernacles un 5 % en el període del 2008 fins al 2012 respecte al 1990.
2. Els països rics han de reduir les seves emissions de gasos entre un 25 % i un 40 % pel 2020, respecte al 1990.
3. La negociació a llarg termini estableix que l'augment de temperatura ha d'estar per sota dels dos graus respecte als nivells preindustrials. Es revisarà aquesta meta perquè no superi els 1,5 °C.
4. Adaptació dels països menys industrialitzats perquè afrontin els desastres relacionats amb el canvi climàtic.
5. Els països industrialitzats han de promoure estratègies per baixar les emissions de carboni i els països en vies de desenvolupament han de limitar les emissions amb plans i accions nacionals apropiades.
6. Els plans d'accions han de sotmetre's cada dos anys a un sistema de control i verificació internacional, encara que han de fer-se de manera que sigui no instructiu, no punible i respectuós.
7. Els països industrialitzats han d'aportar una ajuda de 30.000 milions de dòlars en tres anys, fins al 2012 i mobilitzar recursos fins als 100.000 dòlars anuals en 2020.
8. L'ajuda es canalitzarà a través d'un fons amb 24 membres i en la qual 12 procediran de països rics i altres.